# قطار مجلل شیکی‌شیما
قطار مجلل شیکی‌شیما (انگلیسی: Train Suite Shiki-shima) که با نام رشته قطار ئی۰۰۱ هم شناخته می‌شود، یک قطار مسافرتی مجلل تخت‌خواب‌دار و دوگانه‌سوز (الکتریکی-دیزلی) متعلق به شرکت راه‌آهن شرق ژاپن است که از ۱ مه ۲۰۱۷ فعالیت می‌کند. این قطار، یکی از منحصربه‌فردترین و گران‌ترین قطارهای جهان محسوب می‌شود.
واگن‌های ۱ تا ۴ و ۸ تا ۱۰ را شرکت صنایع سنگین کاوازاکی در کوبه و واگن‌های دوطبقهٔ ۵ تا ۷ را شرکت مهندسی ترابری ژاپن (J-TREC) در یوکوهاما ساخته‌است. واگن‌های ساخت شرکت کاوازاکی بدنه‌ای آلومینیومی و واگن‌های ساخت شرکت مهندسی ترابری ژاپن بدنه‌ای از جنس فولاد زنگ‌نزن دارند. طراحی قطار و دکوراسیون داخلی قطار تحت نظارت طراح نامدار ژاپنی کن اوکویاما صورت پذیرفته‌است و در ساخت آن از بهترین و باکیفیت‌ترین مواد و وسایل استفاده شده‌است که نمونه ای مثال‌زدنی از هنر سنتی ژاپنی است.
این قطار ده واگنه، متشکل از شش واگن خواب، یک واگن نشیمن و پذیرایی، یک واگن غذاخوری، و واگن‌های تماشا در دو انتهای قطار است. پنج تا از واگن‌های خواب هر کدام دارای سه اتاق سوئیت خصوصی هستند، در حالی که یک واگن (واگن ۷) دارای دو سوئیت لوکس است - یکی از نوع "مازونت" چندسطحی با پلکان و یکی دیگر از نوع یک طبقهٔ یک سطحی. ترکیب‌بندی قطار در جدول زیر آمده‌است که از شش واگن موتوری ("M") و چهار واگن یدک‌کش بدون موتور ("T") تشکیل شده که واگن شمارهٔ ۱ در انتهای آن واقع شده‌است. همه سوئیت‌ها دارای حمام و توالت هستند. دو سوئیت لوکس نیز هر کدام یک وان حمام دارند. یک سوئیت در واگن شمارهٔ ۴ طراحی جهانی دارد. کل قطار تنها ۳۴ مسافر را در خود جای می‌دهد. قیمت بلیت‌های قطار ۲٬۸۶۰ تا حدود ۱۰٬۰۰۰ دلار آمریکا است.
| شمارهٔ واگن   | ۱                 | ۲                   | ۳                   | ۴                   | ۵                    | ۶            | ۷                   | ۸                   | ۹                   | ۱۰                |
| ------------ | ----------------- | ------------------- | ------------------- | ------------------- | -------------------- | ------------ | ------------------- | ------------------- | ------------------- | ----------------- |
| نوع واگن     | دارای موتور       | دارای موتور         | دارای موتور         | بدون موتور          | بدون موتور           | بدون موتور   | بدون موتور          | دارای موتور         | دارای موتور         | دارای موتور       |
| شماره واگن   | E001-1            | E001-2              | E001-3              | E001-4              | E001-5               | E001-6       | E001-7              | E001-8              | E001-9              | E001-10           |
| تخصیص        | واگن تماشای اطراف | واگن خواب و استراحت | واگن خواب و استراحت | واگن خواب و استراحت | واگن نشیمن و پذیرایی | واگن غذاخوری | واگن خواب و استراحت | واگن خواب و استراحت | واگن خواب و استراحت | واگن تماشای اطراف |
| وزن (تُـن)    | ۶۴٫۱              | ۵۵٫۴                | ۵۱٫۳                | ۴۹٫۵                | ۴۴٫۶                 | ۵۰٫۱         | ۵۰٫۵                | ۵۱٫۸                | ۵۵٫۴                | ۶۳٫۹              |
| ظرفیت سرنشین | ۶                 | ۶                   | ۶                   | ۶                   | ۱۸                   | ۱۸           | ۴                   | ۶                   | ۶                   | ۶                 |
| امکانات      | موتور دیزلی       | ۳ سوئیت             | ۳ سوئیت             | ۳ سوئیت             |                      |              | ۲ سوئیت مجلل دولوکس | ۳ سوئیت             | ۳ سوئیت             | موتور دیزلی       |
| سازنده       | کاوازاکی          | کاوازاکی            | کاوازاکی            | کاوازاکی            | جـِی-تِـرِک             | جـِی-تِـرِک     | جـِی-تِـرِک            | کاوازاکی            | کاوازاکی            | کاوازاکی          |

- واگن‌های ۲، ۳، ۸ و ۹ هر کدام یک شاخک برق‌رسان تک‌بازویی دارند.